# Vol Eastern Air Lines 401
Le vol Eastern Air Lines 401 est un vol de la compagnie Eastern Air Lines entre New York et Miami assuré par un Lockheed L-1011 TriStar qui, dans la nuit du 29 décembre 1972, s'est écrasé dans les Everglades, en Floride. 
Cet accident aérien, le premier de l'histoire de l'aviation impliquant un avion gros porteur, a causé la mort de 101 des 176 personnes à bord (dont 2 décédées des suites de leurs blessures).

## Avion
L'appareil impliqué dans l'accident est un Lockheed L-1011 TriStar, immatriculé N310EA (numéro de série 1011), propulsé par trois moteurs Rolls-Royce RB.211, mis en service quelques mois auparavant et qui totalisait 985 heures de vol pour 512 cycles. Il transportait 163 passagers et 13 membres d'équipage. C'est alors le dixième exemplaire de L-1011 TriStar livré à Eastern Air Lines.

## Équipage
Le vol 401 est supervisé par le commandant de bord Robert Albin « Bob » Loft (55 ans), un pilote vétéran chez Eastern Air Lines. Il travaille pour la compagnie aérienne depuis 32 ans et cumule 29 700 heures de vol tout au long de sa carrière de pilote, dont seulement 280 heures aux commandes d'un L-1011. 
Son équipage comprend également le copilote Albert John « Bert » Stockstill (39 ans), qui totalise 5 800 heures de vol à son actif, dont 306 heures sur L-1011, et le mécanicien navigant Donald Louis « Don » Repo (51 ans), qui totalise 15 700 heures de vol, dont 53 à bord d'un L-1011.  Il y a aussi dix membres du personnel navigant commercial (PNC) en cabine.
Un technicien de la compagnie aérienne, Angelo Donadeo (47 ans), de retour à Miami après une mission à New York, accompagne les pilotes durant le vol, mais en tant que passager non payant, assis sur le strapontin dans le cockpit.

## Circonstances de l'accident

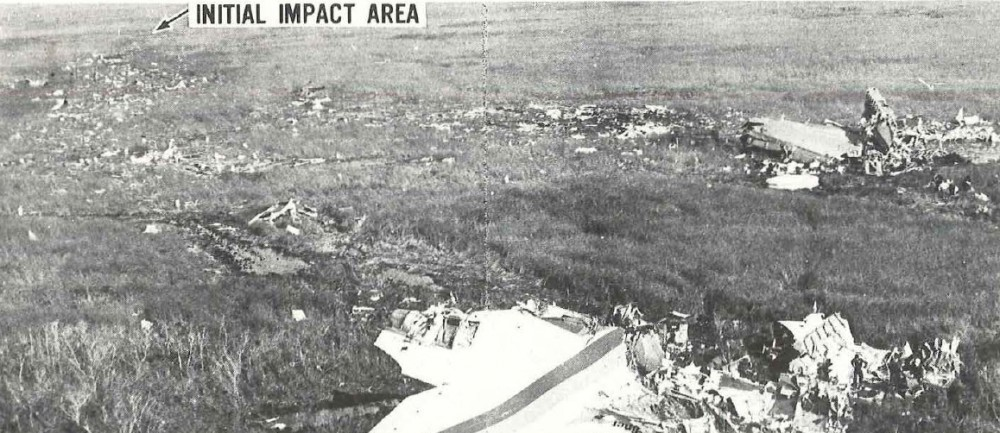
Vue aérienne du site du crash du vol 401.

L'incident initial survint alors que l'avion se trouvait en approche de l'aéroport international de Miami. À 23 h 33, l'équipage sortit le train d'atterrissage mais constata que la lumière verte signalant la sortie et le verrouillage du train de nez était restée éteinte : soit le train n'était pas bien sorti, soit l'ampoule était grillée. 
Les pilotes effectuèrent de nouveau la manœuvre mais la lampe resta éteinte. Le commandant de bord prévint alors la tour qu'il remettait les gaz et interrompait l'atterrissage, le temps de tout vérifier. Le contrôleur aérien leur demanda de rejoindre un circuit d'attente à 600 m (2 000 pieds). Pendant que les pilotes démontaient la lampe, le mécanicien passa par une petite trappe, sous le cockpit, pour vérifier de visu la position du train avant par un petit hublot. 
Cinquante secondes après avoir atteint les 600 m, le commandant de bord demanda à son copilote de brancher le pilote automatique. Pendant 80 secondes, l'avion conserva son altitude puis perdit 9 m (30 pieds), et se stabilisa pendant deux minutes, après quoi il commença à perdre graduellement de l'altitude, sans que l'équipage ne s'en aperçoive. Peu après, un technicien de maintenance qui se trouvait sur le siège-observateur descendit dans la trappe pour aider le mécanicien navigant. 

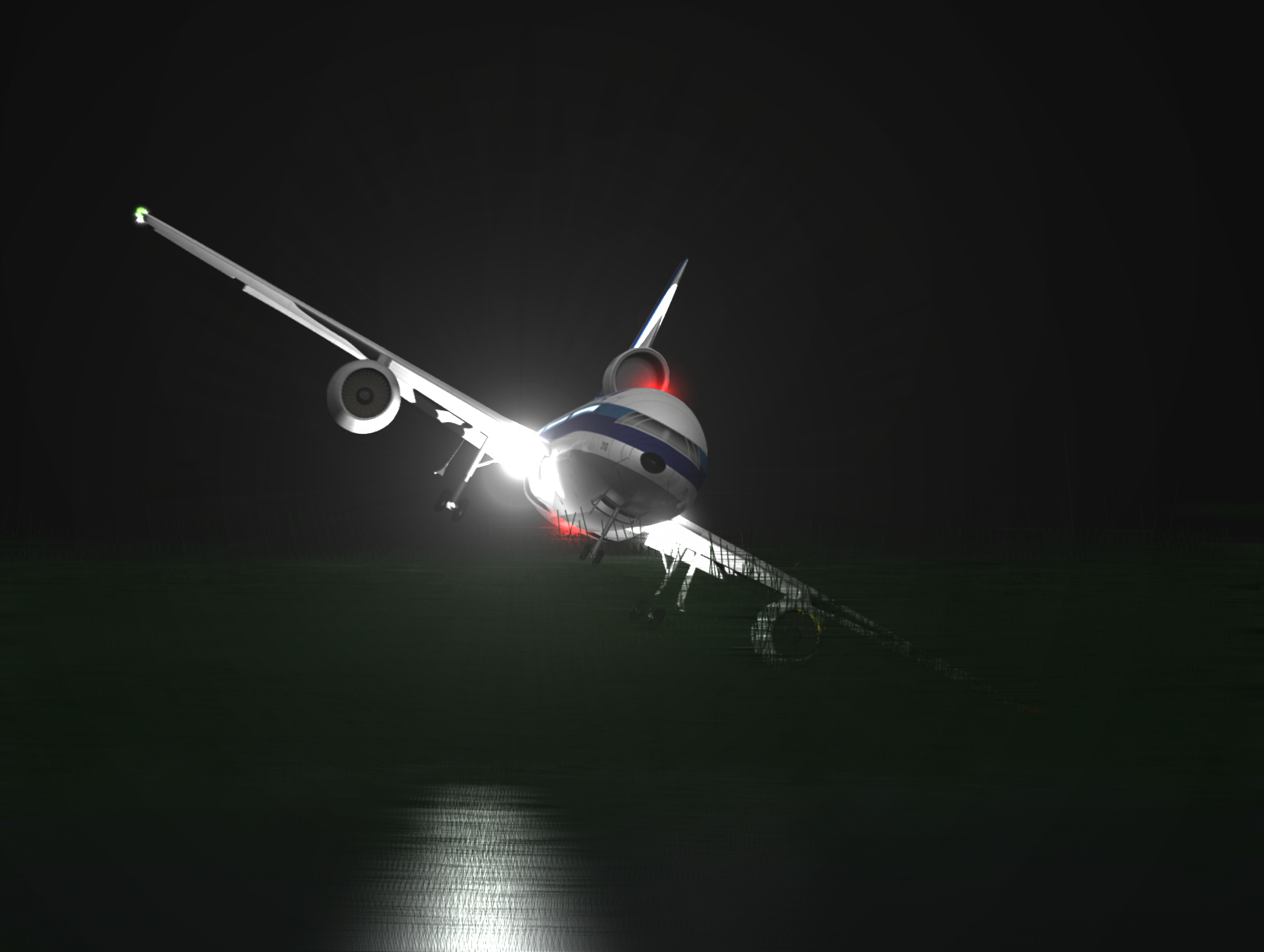
Représentation du vol 401 avant l'impact avec le sol.

Au cours des 80 secondes suivantes, l'avion ne perdit que 75 m (250 pieds) mais cette perte fut suffisante pour déclencher une alarme sur le tableau de bord du mécanicien navigant. Celui-ci, se trouvant sous le cockpit, ne put entendre l'alarme et rien dans les enregistrements de la boîte noire n'indique que les pilotes l'entendirent non plus. 
En tout cas, aucune manœuvre ne fut entreprise pour contrer cette perte d'altitude. Lorsque l'alarme de l'altimètre du copilote sonna, l'avion venait de passer sous la barre des 31 m (101 pieds), avec une vitesse de descente de 15 m (50 pieds) par seconde. Le temps que l'équipage comprenne ce qui se passait, il était trop tard pour éviter le crash.
L'avion s'écrasa au nord-ouest de Miami à 23 h 42, soit moins de 10 minutes après la découverte du problème de verrouillage du train. Le bout de l'aile gauche toucha le sol en premier, puis le moteur gauche, puis le train principal gauche, chacun laissant une traînée dans le sol d' 1,5 mètre de large sur plus de 30 mètres. Lorsque le fuselage toucha le sol à son tour, il continua à glisser sur le sol et sur l'eau, se désintégrant en plusieurs morceaux.

Site de l'accident
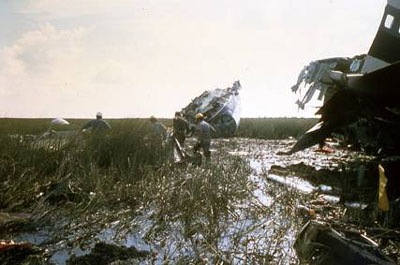
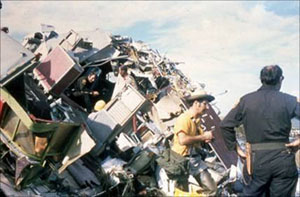
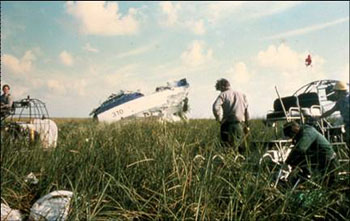

## Bilan
- Survivants : 67 passagers et 8 membres d'équipage.
- Morts : 96 passagers et 5 membres d'équipage dont les deux pilotes et le mécanicien (dont 2 survivants décédés plus tard des suites de leurs blessures), soit 101 morts.
- L'avion est partiellement détruit lors de l'impact.

## Enquête

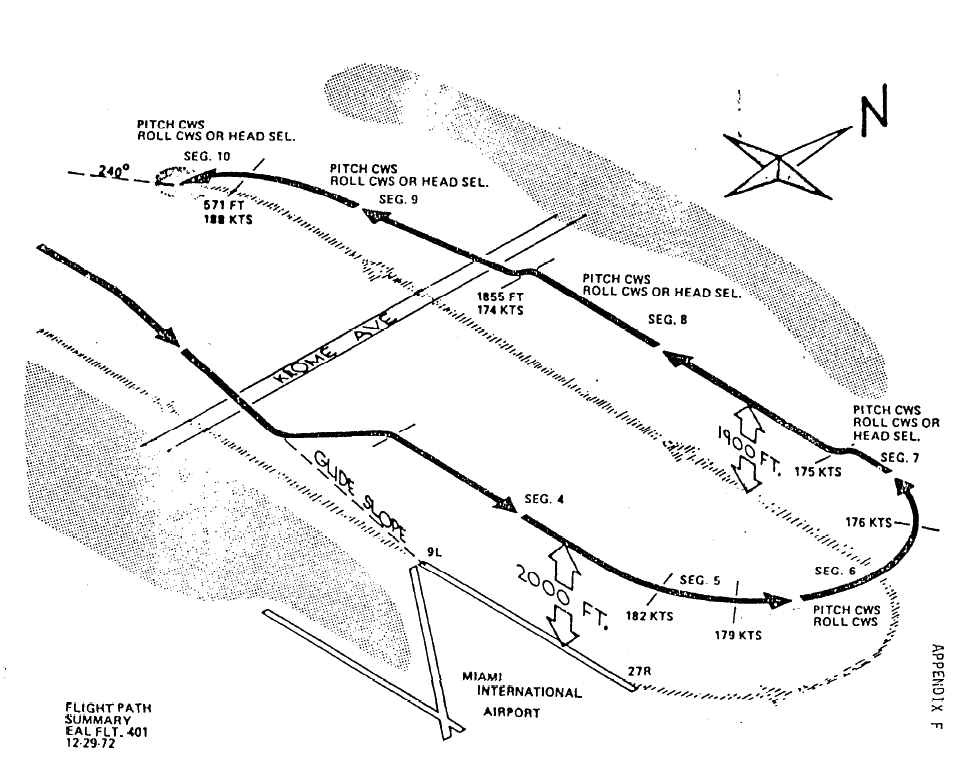
Graphique représentant la trajectoire du vol 401 avant le crash.

L'enquête fut menée par le NTSB. Les enquêteurs déterminèrent que c'était bien la lampe de l'indicateur de sortie de train qui était grillée. Le train de nez était sorti tout à fait normalement et l'avion aurait pu atterrir. Il apparut que le pilote automatique avait été par inadvertance basculé du mode de tenue d'altitude vers le mode CWS (control wheel steering) dans lequel le pilote automatique maintient l'assiette en l'absence de nouvelle action sur le manche. 
Les enquêteurs ont conclu que ce changement de mode du pilote automatique avait été provoqué par le commandant qui, en se retournant pour parler à l'officier-mécanicien, avait malencontreusement fait pression sur son volant, trop légèrement pour qu'il s'en aperçoive, mais suffisamment pour provoquer une descente lente, entretenue ensuite par le mode CWS. 
Les deux pilotes portèrent ensuite toute leur attention à ce problème de lampe et de train sorti sans remarquer la perte d'altitude ni le signal sonore d'alarme sur le tableau de bord du mécanicien. Quand ils se rendirent compte de l'altitude réelle, il était trop tard.
Le rapport d'enquête a attribué la cause du crash à une erreur de l'équipage, ayant consacré toute leur attention à un problème technique sans se préoccuper de maintenir l'avion en ligne de vol. 
À la suite de cet accident, de nombreuses compagnies ont commencé à former leurs pilotes aux facteurs humains et leur entraînement a été modifié pour améliorer l'efficacité de résolution des problèmes et prévenir la distraction.

## Rumeurs d'apparition de fantômes
Selon le livre paru en 1976 The Ghost of Flight 401 de John G. Fuller (en), auteur spécialisé dans les ovnis et le paranormal, le commandant de bord Bob Loft et le mécanicien navigant Don Repo, tous deux décédés dans le crash, seraient apparus à une vingtaine de reprises dans les mois suivant l'accident à bord d'autres avions Lockheed Tristar d'Eastern Airlines. Ils auraient été observés furtivement, en uniforme, par de nombreuses personnes, dont plusieurs qui les connaissaient ou qui les auraient reconnus ultérieurement sur photo. Des accessoires de l'avion accidenté auraient été réutilisés sur les avions concernés par les apparitions, et une rumeur dans la compagnie se serait répandue disant que ces pièces étaient hantées, rumeur popularisée en 1978 par une adaptation télévisée du livre,. 
Cependant, Eastern Airlines a toujours nié ces apparitions et menacé de poursuites pour diffamation les personnes propageant ces rumeurs. Selon le livre de Robert Serling From the Captain to the Colonel retraçant l'histoire d'Eastern Airlines, tout serait parti d'une plaisanterie d'un pilote, après un atterrissage d'urgence réussi, disant que l'espace d'un moment, il avait pensé que le fantôme de Don Repo était à bord. Eastern Airlines a indiqué à la suite de ces allégations, qu'aucune pièce ou accessoire de l'avion accidenté n'avait été en état d'être réutilisée  et que l'histoire n'était que le fruit de l'imagination de John Fuller.

## Médias

### Télévision
- L'accident a fait l'objet d'un épisode dans la série télé Air Crash nommé « Une histoire de lampe » (saison 5 - épisode 9).
- Un téléfilm, Le Fantôme du vol 401 de Steven Hilliard Stern d'après le livre éponyme (The Ghost of Flight 401) de John G. Fuller (en) a été diffusé en 1978.
- Dans la série "Supernatural" (saison 1 - épisode 4), le vol 401 est mentionné en exemple d'un voyageur fantôme.